# Bengt Nilsson (höjdhoppare)

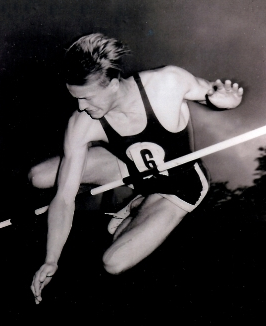
"Benke" Nilsson introducerade dykstilen för höjdhoppare i Europa.

Bengt "Benke" Nilsson, född 17 februari 1934 i Härnösand, död 11 maj 2018 i Solna, var en svensk höjdhoppare, europamästare i Bern 1954 och trefaldig svensk mästare 1953–1955.
I Europa använde höjdhopparna fram till 1950-talet mest saxstilen där man hoppade med benen ett i taget över ribban. I USA rullade man däremot hela kroppen samtidigt över ribban – kalifornisk stil – eller hoppade med överkroppen först – dykstil. "Benke" Nilsson insåg saxstilens begränsningar. Han utvecklade därför en egen variant av dykstilen, som fulländades under 1954 års tävlingssäsong. Dykstilen höll ända tills Fosbury-floppen – baklängeshoppet – kom i Mexiko-OS 1968.
Under 1954 satte han först svenskt rekord med 203 cm och kort därpå Europarekord med 205 cm, vilket han successivt förbättrade till 211 cm. Han gjorde åtskilliga försök på världsrekordhöjden 213 cm, dåvarande rekordet var 212 cm, och var ytterst nära att klara denna vid flera tillfällen. Hösten 1956 ådrog han sig en skada och i november samma år, vid OS i Melbourne, blev han utslagen redan på kvalhöjden 192 cm. 
Han tilldelades Svenska Dagbladets guldmedalj 1954 "för europarekord och EM-seger".
"Benke" Nilsson utsågs 1954 till Stor Grabb nummer 172.

## Idrottskarriär (höjdhopp)
1953 vann Bengt Nilsson SM på 2,01. 1954 var hans stora rekordår. Den 2 juli slog han med 2,03 i Göteborg Gösta Svenssons svenska rekord på 2,02. Den 9 juli ökade han på Örjans vall i Halmstad till 2,05, vilket var nytt Europarekord. Det gamla rekordet 2,04 från 1936 hölls av finländaren Kalevi Kotkas. Den 15 juli nådde han i Göteborg 2,10. Under detta år vann han även SM på 2,09 och i augusti EM på 2,02. 
Bengt Nilsson avslutade rekordslakten i Göteborg den 19 september med att hoppa 2,11. Europarekordet fick han behålla till 1957 då Jurij Stepanov, Sovjetunionen, hoppade 2,16, och det svenska rekordet i fyra år, tills Richard Dahl 1958 hoppade 2,12.
1955 vann han SM för sista gången, på 2,05.
Inför OS 1956 ådrog han sig en skada som medförde att han inte kunde prestera sitt bästa och han slogs ut i försöken.